# 片岡仁左衛門 (15代目)
十五代目 片岡 仁左衛門（かたおか にざえもん　1944年〈昭和19年〉3月14日 - ）は、日本の歌舞伎役者。歌舞伎名跡「片岡仁左衛門」の当代。屋号は松嶋屋。定紋は七つ割丸に二引、替紋は追っかけ五枚銀杏。日本芸術院会員、重要無形文化財「歌舞伎立役」の各個認定の保持者（人間国宝）。
本名及び旧芸名は片岡 孝夫（かたおか たかお）。半世紀近くにわたって本名のまま舞台に立ち続けていたので、大名跡「仁左衛門」を襲名した今日でも「孝夫」と呼ぶ人は多い。
最終学歴は京都西高中退。

## 概要
現代の歌舞伎を代表する人気歌舞伎俳優。すらりと背が高く色気のある二枚目。『女殺油地獄』の与兵衛が絶賛され、五代目坂東玉三郎との孝玉コンビが人気を集めるなどの実績から、長男の継承が多い歌舞伎界の中で、父十三代目片岡仁左衛門や永山武臣松竹会長により三男ながらも十五代目 片岡 仁左衛門に抜擢された。
爽やかな芸風で『女殺油地獄』の与兵衛、『伊賀越道中双六・沼津』の十兵衛、『菅原伝授手習鑑・道明寺』の菅丞相など義太夫狂言の立役はもちろん、『小袖曾我薊色縫』（十六夜清心）の鬼薊清吉、『恋飛脚大和往来・封印切』の忠兵衛、『助六曲輪花初櫻』の花川戸助六、『廓文章』（吉田屋）の伊左衛門など江戸と上方の役を演じわけ、『櫻姫東文章』の権助などの南北物、『桐一葉』の木村重成などの新歌舞伎、『お祭り』などの舞踊まで、幅広い芸域を持っている。兄たちや四代目坂田藤十郎らと関西歌舞伎の復興に力を入れている。映画、テレビ出演も多く、時代劇のみならず現代劇のミステリーものなどで個性を発揮した。
既婚。長男は歌舞伎役者の片岡孝太郎、長女は宝塚歌劇団の男役スターとして活躍した汐風幸（片岡サチ）。次女は女優の片岡京子。孫は片岡千之助。
2013年11月、右肩腱板断裂手術のため休養する。7ヶ月後の2014年6月1日に舞台復帰した。
2022年5月12日、頭皮に帯状疱疹発症によりかつらの使用が不可能になった為、歌舞伎座・『六月大歌舞伎』の第三部「与話情浮名横櫛（通称：切られ与三）」の与三郎役を休演し、治療に専念する事が松竹により発表された。
なお長男・片岡孝太郎により、数ヶ月前から症状が発生し検査を重ね、先週病名が診断された旨、公式ブログにて明かされた。
サインを書くときには、岡の異体字である「罡」を使用する。

## 年譜
- 1944年3月、大阪市に生まれる。十三代目片岡仁左衛門の三男。兄に五代目片岡我當、二代目片岡秀太郎。妹に女優の片岡静香。
- 1949年9月、中座にて『夏祭浪花鑑』の市松で本名の片岡孝夫を名のり初舞台。
- 1964年、父の旗揚げした仁左衛門歌舞伎で『女殺油地獄』の与兵衛を初役で演じ、大阪に孝夫ありといわれるほどの出世芸となる。
- 1966年、小学校1年・2年の同級生で、女ターザンと呼ばれていた女性と結婚。
- 1967年、関西歌舞伎の不振で東京都へ移住。
- 1993年、1年間病気休演。
- 1994年1月、舞台復帰。
- 1998年1月 - 2月、歌舞伎座にて『廓文章』（吉田屋）の伊左衛門、『助六曲輪初花櫻』の助六ほかで十五代目片岡仁左衛門を襲名。
- 2015年、重要無形文化財「歌舞伎立役」の保持者として各個認定（人間国宝）[6]。

## 受賞歴
- 1986年 芸術祭賞
- 1988年 日本芸術院賞
- 1999年 毎日芸術賞、大阪舞台芸術賞
- 2003年 朝日舞台芸術賞
- 2006年 紫綬褒章[7]、芸術院会員
- 2010年 第13回坪内逍遙大賞
- 2015年 第23回読売演劇大賞 並びに 最優秀男優賞[8][9]
- 2018年 文化功労者[10]
- 2023年 第71回菊池寛賞[11]

## 出演作品

### 歌舞伎
主な当たり役は以下の通り
- 女殺油地獄 - 与兵衛 役
- 伊賀越道中双六 - 呉服屋十兵衛 役
- 伊勢音頭恋寝刃 - 福岡貢 役
- 菅原伝授手習鑑 - 菅丞相 役
- 勧進帳 - 弁慶 役
- 助六曲輪初花櫻 - 花川戸助六実は曾我五郎 役
- 与話情浮名横櫛 - 与三郎 役
- 廓文章 - 藤屋伊左衛門 役
- 恋飛脚大和往来 - 亀屋忠兵衛 役

### テレビドラマ
- 神州天馬侠（1961年、フジテレビ）
- 旗本退屈男（1970年、フジテレビ） - 霧島京弥 役
- 大河ドラマ（NHK総合） 
  - 太閤記（1965年） - 森蘭丸 役
  - 春の坂道（1971年） - 豊臣秀頼 役
  - 新・平家物語（1972年） - 高倉天皇 役
  - 元禄太平記（1975年） - 浅野内匠頭 役
  - 太平記（1991年） - 後醍醐天皇 役
- 絵島生島（1971年、東京12チャンネル） - 生島新五郎 役
- 銀河テレビ小説　生きて愛して（1973年、NHK総合） - 高村光太郎 役
- 徳川三国志（1975年 - 1976年、NET） - 徳川家光 役
- 女の勲章（1976年、フジテレビ） - 八代銀四郎 役
- 木曜ゴールデンドラマ『雪国 純白の雪と湯煙りに燃える恋!』（1980年、よみうりテレビ）
- 土曜ワイド劇場『片岡孝夫の好青年探偵シリーズ』（1980年 - 1986年、朝日放送）
- お命頂戴!（1981年、東京12チャンネル） - 内藤左門 役
- 文吾捕物帳（1981年 - 1982年、テレビ朝日） - 兵頭忠四郎 役
- 眠狂四郎円月殺法（1982年、テレビ東京） - 眠狂四郎 役 ※テレビ・映画通じて7代目
- 眠狂四郎無頼控（1983年、テレビ東京）- 眠狂四郎 役
- 金曜女のドラマスペシャル（フジテレビ）
  - 『青の伝説』（1985年） - 和気良太 役
  - 『再会〜アムステルダム殺人事件〜』（1986年） - 篠原敏夫 役
- 好色一代男 おらんだ西鶴（1985年10月19日、NHK総合） - 主演・井原西鶴 / 世之介 役（2役）
- からたちの花、永遠に（1987年10月5日、テレビ東京）
- お待たせ必殺ワイド 仕事人vs秘拳三日殺し軍団 主水、競馬で大穴を狙う!?（1988年、朝日放送） - 蝶々の朝吉 役（特別出演）
- 大忠臣蔵（1989年、テレビ東京） - 垣見五郎兵衛 役
- 必殺スペシャル・新春 大暴れ仕事人! 横浜異人屋敷の決闘（1990年、朝日放送） - 蝶々の朝吉 役（特別出演）
- 橋田壽賀子スペシャル 源氏物語 下の巻（1992年、TBS） - 光源氏 役
- 奇跡の動物園2007〜旭山動物園物語〜（2007年、フジテレビ） - 合田春吉 役
- 我はゴッホになる! 〜愛を彫った男・棟方志功とその妻〜（2008年、フジテレビ） - 柳宗悦 役

### 映画
- 配達されない三通の手紙
- わるいやつら - 戸谷信一 役
- 必殺! THE HISSATSU - 比竹朝之助（蝶々の朝吉）役
- 外科室
- 歌舞伎役者 片岡仁左衛門「人と芸の巻　上」「人と芸の巻　下」「孫右衛門の巻」「登仙の巻」
- Beauty うつくしいもの※特別出演
- 最後の忠臣蔵 - 大石内蔵助 役※特別出演

### 舞台
- ハムレット - ハムレット役
- 婦系図 - 早瀬主税役
- はいからさんが通る[12] - 伊集院忍役

### バラエティほか
- 逆転クイズジャック（1981年、フジテレビ） - 司会
- NHK紅白歌合戦（NHK総合・ラジオ第1）
  - 第39回（1988年12月31日） - 審査員
  - 第48回（1997年12月31日） - 審査員
- 二本の木（2010年1月9日、NHK総合） - 朗読

### CM
- ニコン ニコンSVエクセラ（1988年）
- 東京銀行（現・三菱UFJ銀行） 割引債（1990年代）※長女の片岡サチと共演
- NTTグループ 「情報の旅人」篇（1995年）
- NTTグループ 企業広告（1997年・1998年）

## 著書
- 『とにかく芝居がすき』片岡孝夫、大和書房, 1981
- 『あなたと京都へ 片岡孝夫のとっておき古都案内』 (ライフ・カレント) PHP研究所, 1984
- 『十五代目片岡仁左衛門 片岡孝夫の軌跡』編著、淡交社, 1998.2
- 『仁左衛門恋し』小松成美共著、世界文化社, 2002／徳間文庫カレッジ 2014
- 『十五代目片岡仁左衛門』篠山紀信 写真、小学館, 2009.1
- 『十五代目片岡仁左衛門 芸談』篠山紀信, 関容子共著、小学館, 2009.12

関連書籍
- 宮辻政夫『花のひと 孝夫から仁左衛門へ』毎日新聞社, 1999
- 宮辻政夫『仁左衛門花実抄』法藏館, 2025